# Фортунатиан Аквилейский
Фортунатиа́н (др.-греч. Φουρτουνατιανός; лат. Fortunatianus; IV век) — епископ Аквилеи, христианский писатель.
Фортунатиан, африканец по рождению, жил в царствование императора Констанция. Фортунатиан составил краткие комментарии к Евангелиям, разбитые на главы и написанные простым стилем. Фрагменты его сочинений, посвященные аллегорической стороне Библии, были открыты в XX — начале XXI века.
Иероним Стридонский в 97-й главе (которая посвящена Фортунатиану) своей книги «О знаменитых мужах» отзывается о Фортунатиане как о человеке, являющемся объектом всеобщей неприязни среди сторонников Никейского Символа веры. Причиной неприязни были следующие обстоятельства. В 355 году император Констанций II созвал Медиоланский церковный собор, во главе собора были ариане. Они одержали победу и осудили Афанасия Александрийского, лидера защитников никейского вероопределения. К папе Либерию был направлен посланник императора с требованием подписать решения Собора, но папа потребовал проведения законного суда над Афанасием, на что император пригрозил ему ссылкой и дал три дня на размышление. Папа отказался и был сослан во Фракию, в город Веррию. Когда Либерий находился в ссылке, то Фортунатиан настойчиво убеждал его присоединиться к ереси, к арианству.